# SESAM (Datenbank)
SESAM/SQL Server ist ein relationales Datenbanksystem von der Firma Fujitsu Technology Solutions. Es läuft auf BS2000/OSD-Anlagen. 

## Eigenschaften
SESAM ist das strategische relationale Datenbanksystem innerhalb der Siemens-Welt. Es ermöglicht die Speicherung von großen Datenmengen und erlaubt transaktionssichere Zugriffe auf die Daten.
Zugriffe von Clients, die auf BS2000/OSD, UNIX-Systemen, Solaris, Linux und MS-Windows laufen, sind möglich.
Einige Leistungsmerkmale des SESAM/SQL Server:
- Unterstützung des SQL3-Standards
- Daten können in EBCDIC und auch in Unicode gespeichert werden
- kostenbasierter Optimizer
- Pflege- und Wartungsarbeiten sind weitgehend während des laufenden Betriebs möglich
- Tabellenpartitionierung